# Leptephialtites
Leptephialtites (лат.) — ископаемый род перепончатокрылых насекомых семейства Ephialtitidae (Stephanoidea) из подотряда стебельчатобрюхие. Юрский период, Казахстан.

## Описание
Мелкие и среднего размера ископаемые перепончатокрылые (длина около 7-20 мм). Усики тонкие, состоят из 16-30 члеников. Голова увеличена за глазами (вздута). Брюшко расширенное к вершине. Переднее крыло с развитыми 3r-m и 2m-cu, в то же время a1-a2 отсутствует. Заднее крыло с замкнутой r-ячейкой. Яйцеклад длиннее чем брюшко, иногда длиннее всего тела и тогда загнут книзу. Найдены в ископаемых остатках юрского периода Казахстана (Каратау, около 160 млн лет).

## Систематика
Род Leptephialtites был впервые описан в 1975 году российским энтомологом А. П. Расницыным (Палеонтологический институт РАН, Москва) по ископаемым отпечаткам из Каратау (Казахстан). Включён в состав семейства †Ephialtitidae (Apocrita). Среди сестринских таксонов рассматриваются Acephialtitia, Cratephialtites, Ephialtites, Praeproapocritus, Proapocritus.

### Список видов
- †Leptephialtites angustus Rasnitsyn, 1975[1]
- †Leptephialtites caudatus Rasnitsyn, 1975
- †Leptephialtites euryarthrus Rasnitsyn, 1975
- †Leptephialtites gigas Rasnitsyn, 1975
- †Leptephialtites linearis Rasnitsyn, 1975
- †Leptephialtites minor Rasnitsyn, 1975
- †Leptephialtites niger Rasnitsyn, 1975
- †Leptephialtites pallidus Rasnitsyn, 1975<
- †Leptephialtites picturatus Rasnitsyn, 1975
- †Leptephialtites stephanocephalus Rasnitsyn, 1975
- †Leptephialtites tenuicornis Rasnitsyn, 1975[1]